# Nwankwo Obiora
Nwankwo Emeka Obiora (Kaduna, 1991. július 12.) nigériai válogatott labdarúgó, a Chaves játékosa.

## Pályafutása

### Klubcsapatokban
Hazájában az ECO, Heartland és a Wikki Tourists csapataiban nevelkedett, valamint Spanyolországban a Real Murcia együttesénél. 2009. november 28-án bejelentették, hogy aláírt az olasz Internazionale csapatához. 2011. január 31-én a Parma alkalmazásába került, de kölcsönben szerepelt a Gubbio, a Padova és a román CFR Cluj csapataiban. A román klub élt opciós jogukkal és szerződtették, majd 2014 januárjában a spanyol Córdoba játékosa lett.
Fél szezont követően a portugál Académica Coimbra labdarúgója lett és 2016. szeptember 15-én a görög Levadiakósz csapatába igazolt. 2018 nyarán a portugál Boavista csapatába igazolt. 2021 nyarán a Chaves csapatába igazolt inygen egy évre.

### A válogatottban
2009-ben részt vett az U20-as labdarúgó-világbajnokságon és az U20-as Afrikai nemzetek kupáján, valamint a 2011-es U23-as Afrikai nemzetek kupáján. Bekerült a 2013-as afrikai nemzetek kupáján részt vevő keretbe, a tornát megnyerték.

## Sikerei, díjai
- Nigéria
  - Afrikai nemzetek kupája: 2013